# 남서울대학교
남서울대학교(南서울大學校, Namseoul University)는 대한민국 충청남도 천안시에 소재한 4년제 사립 대학교다.
성암 이재식 박사와 화정 공정자 박사가 ‘진리가 너희를 자유롭게 하리라’라는 기독교 정신을 바탕으로 지(智), 덕(德) 애(愛)를 함양하고 실무에 능통한 창의적인 전문인을 양성하기 위해 1994년에 남서울산업대학교를 개교했다. 1998년 남서울대학교로 교명을 변경했으며 2012년 3월에는 일반대학으로 전환했다. 교훈은 사랑, 창의, 봉사다.
2024년 기준 5개 단과대학 40개 학과와 일반대학원과, 복지대학원, 국제대학원이 개설되어 있다.
2006년도 대학종합평가 결과 △발전전략 및 비전 △교육 및 사회봉사 △연구 및 산학연협동 등의 분야에서 우수성을 인정받아 종합 최우수 대학으로 선정되었다. 2013년 대학기관 인증평가에서는 사회봉사 프로그램의 우수성과 운영의 내실화 등을 인정받아 사회봉사 우수대학으로 선정되기도 했다. 2015년 제1주기 대학구조개혁 평가에서는 ‘우수’ 등급을 획득했으며 2021년 대학 기본역량 진단 평가에서는 ‘일반재정지원 대학’으로 선정됐다.
2024년 현재 5개 단과대학(SW·AI융합대학, 공과대학, 창조문화예술대학, 글로벌상경대학, 보건의료복지대학) 40개 학과와 일반대학원, 복지대학원, 국제대학원이 있으며 1만 여명의 재학생이 학업에 정진하고 있다.
건전한 대학문화를 조성을 위해 술 없는 축제와 금연캠퍼스를 시행하고 있으며 대한적십자사와 공동으로 65시간 사회봉사 활동을 인증하는 프로그램을 진행하고 있다.
‘독서인증제’를 실시하고 있으며 남서울대 추천 도서 120선 중 60권 이상을 대출하고 독후감 대회에 참여하면 졸업할때 총장 명의의 ‘독서인증서’를 발행하여 재학생들의 독서문화 확산에 힘쓰고 있다.
4차 산업혁명 시대에 부응해 글로벌 교육의 리더를 추구하는 남서울대학교는 실용 교육과 지역산업에 기여하는 산학연구에 필요한 모든 교육 환경을 첨단 시설로 완비하고 있으며, 취업 100% 달성을 위한 취업지원 프로그램 운영 및 졸업 후 A/S 제도 등 책임 지도하며 헌신적 사회봉사를 위한 인성교육도 내실을 가하고 있다.
남서울대학교는 긴밀한 산학 협동을 통한 실무 교육 뿐만 아니라 외국의 유수 대학과 자매결연 및 해외연수를 통한 세계화 교육 등으로 학생들의 글로벌 역량을 크게 강화하고 있다.

## 연혁
1993

공학1호관

공학2호관

상경학관

화정관 (채플관)

조형학관

성암기념중앙도서관

• 대학 설립 인가(8개 학과 840명 – 전자계산학과, 전자공학과, 정보통신공학과, 산업디자인학과, 유통학과, 경영학과, 영어과, 일본어과)
1994 
• 남서울산업대학교 개교 • 본관, 공학 1·2호관 준공 • 초대 총장 김호근 박사 취임 • 제1회 입학식 • 국내 대학 최초 위탁교육실시 (삼성전자 반도체 온양사업장 사원) 
1996 
• 상경학관, 학생복지회관 준공
1998 
• 제1회 학위수여식(8개 학과 630명) • 제2대 공정택 총장 취임 • 남서울대학교로 교명 변경 • 조형학관, 학생복지회관 준공
1999 
• 인문사회학관, 엘림생활관, 21C개발관, 성암기념중앙도서관 준공 • 제1차 중장기발전계획 선포
2000 
• 제1차 대학특성화계획 선포 • 사회봉사졸업인증제 시행
2001 
• 디지털정보대학원 개원 • 디자인정보관 준공
2002 
• 제3대 공정자 총장 취임 • 대학경영전략서 선포 및 시행 • 1주기 대학종합평가 사회봉사 최우수 선정
2004 
• 정문(성암문), 성암문화체육관 준공 • 제2차 중장기발전계획 ‘남서울 VISION 2014’ 선포
2005 
• 교육부 대학 A그룹 • 취업률 3위 달성2006 • 대한적십자사 ‘적십자 봉사장 금장’ 수상 • 지식정보관, 보건의료학관 준공
2007 
• 아동행동치료대학원 개원 • 대학평가 ‘종합최우수대학’ 선정 • 대한적십자회원 유공장 명예장 수상
2008 
• 갤러리 이앙(서울 혜화동) 개관
2009 
• 아동복지학관 준공 • 교직과정평가 ‘최우수대학’ 선정(교육여건부문)
2010 
• 뉴질랜드 AUT대학과 복수학위 체결
2011 
• 미국 인대애나대-퍼듀대 복수학위 체결 • 미국 Texas A&M-commerce 복수학위 체결 • 제2엘림 생활관 개관
2012 
• ‘금연캠퍼스’ 만들기 선포 • 캐나다 UBC 학생교류 MOU 체결 • 호주 캔버라대 복수학위 체결 • 학군단(ROTC) 창설 
2013 
• 교육부 대학기관평가 인증 (사회봉사 모범대학 선정)  • 글로벌 현장학습 지원사업 선정 • 평생학습중심대학 육성사업 선정 • 일본 메지로대 복수학위 체결 • 임상시뮬레이션센터 개소 • 대한적십자회원 유공장 최고명예장 수상
2014
• 제3차 중장기발전계획 ‘남서울 vision 2024’선포 • 교육부 대학 특성화 사업 선정 • 미국 펜실베니아대 MOU 체결 • 미국 위스콘신대(스타우트) 학점교류 체결 • 국내 최초 영연방 물리치료사 면허취득 교육과정 인증 협정(뉴질랜드 AUT) 체결 • 최첨단 디지털 가상증강현실센터 개소
2015 
• 제1주기 대학구조개혁 평가 우수등급 획득 • 학생 1인당 국가장학금 전국대학 중 1위 달성
2016
• 고교교육 정상화 기여대학 지원사업 선정 • 간호학과 가정전문간호사 교육기관 선정 • 취·창업 아카데미 사업 3년 연속 선정 • 평생학습중심대학 육성사업 4년 연속 선정
2017 
• 장기현장실습형 일학습병행제 지원사업 선정 • 외국인 유학생 교육·관리 역량 인증대학 선정
2018 
• 제7대 윤승용 총장 취임 • 글로벌 무역전문가 양성사업 10년 연속 선정 • 드론교육원 국토부 전문교육기관 선정 • 혁신성장 청년인재 집중양성 사업 선정 • 신재생에너지 개발 공동프로젝트 업무협약 체결 • 충남창조경제혁신센터 MOU 체결
2019 
• 2주기 대학기관평가 인증 • 간호교육인증평가 인증 • 성암학사 준공 • 가상증강현실, 세계은행 ‘ActiVaR’프로젝트 선정 • ‘2019 메이커 스페이스 사업’ 선정 • 지역특화청년무역전문가양성사업(GTEP) 11년 연속 선정 • IPP사업단 성가평가 결과 2년 연속 A등급 획득 • 중국 산둥성 국제협력센터 개소 • 국내 최초 ‘빅데이터·인공지능 대학원’ 개원 • 서울시 북부기술교육원 위탁기관 선정
2020 
• 제3기숙사 성암학사 개관 • 학교기업 지원 사업 선정 • 과기부 'SW 미래채움 사업' 선정 • 대학 교양교육 우수 개선 대학 선정 • 국내 최초 IBDP 국제교사양성 과정 인증
2021 
• 대학기본역량진단 '일반재정지원대학' 선정 • 교육국제화역량 인증대학 선정 • 이공계 전문기술 연수사업 6년 연속 선정
2022 
• 대학기관평가인증대학 인증자격 유지 • 인도네시아 수마트라 우타라대학과 MOU 체결 • 글로벌 현장학습 지원대학 선정 • 스마트팜학과 신설 및 사업단 발족 • VR·AR응용콘텐츠학과 온라인 석사과정 개설
2023
• 대학기관평가인증 'ALL PASS' 인증 • 융합교육 미래플랫폼체험관 개관 • 스마트모빌리티 실증단지 개소 • 세계은행 동카리브국가 위탁 교육생 석사학위 배출 • 뷰티보건학과, 중국 청도 'K-뷰티학과' 개설 • 외국인 유학생 35개국 1800명 돌파 • 글로컬대학30 추진위원회 발족

## 교육편제

### 학부
남서울대학교의 학부 과정은 SW·AI융합대학, 공과대학, 창조문화예술대학, 글로벌상경대학, 보건의료복지대학 5개 단과대학, 40개 학과가 설치되어 있다.
⦁ SW·AI 융합대학
가상현실학과, 지능정보통신공학과, 컴퓨터소프트웨어학과, 멀티미디어학과
⦁ 공과대학
전자공학과, 건축학과(5년제), 건축공학과, 빅데이터경영공학과, 드론공간정보공학과, 스마트팜학과
⦁ 창조문화예술대학
시각미디어디자인학과, 공간조형디자인학과, 영상예술디자인학과, 실용음악학과
⦁ 글로벌상경대학
유통마케팅학과, 글로벌무역학과, 경영학과, 광고홍보학과, 호텔경영학과, 관광경영학과, 세무학과, 부동산학과, 스포츠비즈니스학과, 영어과, 일어일문학과, 중국학과, 글로벌한국학과(융합학과)
⦁ 보건의료복지대학
보건행정학과, 뷰티보건학과, 스포츠건강관리학과, 치위생학과, 물리치료학과, 간호학과, 임상병리학과, 응급구조학과, 아동복지학과, 사회복지학과, 휴먼케어학과, 바이오헬스컨디셔닝학과(융합학과)

### 대학원
남서울대학교의 대학원 과정은 총 3개 대학원이 설치되어 있으며, 1개의 일반대학원, 2개의 특수대학원이 설립되어 있다. 일반대학원의 경우 석사 과정 15과정, 박사 과정 20과정이 개설되어 있다. 특수대학원으로는 복지경영대학원과 국제대학원이 있다. 특히 국제대학원에는 국내 최초의 IB교사자격증 과정이 개설되어 있으며, 복지경영대학원에는 100% 온라인으로 수업하는 '빅데이터콘텐츠융합학과'도 운영 중이다.
일반대학원

석사학위과정
⦁ 공학계열
건축학과, 건축공학과, 공간정보공학과, 가상증강현실학과, 컴퓨터소프트웨어학과
⦁ 예체능계열
유리조형학과, 영상예술디자인학과, 건축도자디자인학과, 시각정보디자인학과
⦁ 인문사회계열
아동복지학과(아동상담심리치료), 아동복지학과(영유아교육·보육)
⦁ 자연과학계열
치위생학과, 임상병리학과, 물리치료학과, 응급구조학과, 통합대체의학과

박사학위과정
⦁ 공학계열
건축학과, 공간정보공학과, 가상증강현실학과, 산업경영공학과
⦁ 예체능계열
유리조형학과, 영상예술디자인학과, 시각정보디자인학과, 스포츠경영정보학과, 스포츠융합학과, 예술융합학과
⦁ 인문사회계열
경영학과, 국제통상학과, 부동산학과, 아동복지학과(아동상담심리치료), 아동복지학과(영유아교육·보육), 코칭학과, 교육학과
⦁ 자연과학계열
치위생학과, 물리치료학과, 휴먼케어학과, 통합대체의학과, 뷰티보건향장학과

복지경영대학원 
석사학위과정
⦁ 공학계열
산업경영공학과, 메타융합경영학과, VR·AR응용콘텐츠학과(100% 온라인 수업)
⦁ 예체능계열
스포츠경영정보학과, 스포츠융합학과, 예술융합학과
⦁ 자연과학계열
뷰티보건향장학과, 스포츠의학과
⦁ 인문사회계열
경영학과, 재무경영학과, 유통학과, 한중비즈니스학과, 동아시아문화콘텐츠학과, 빅데이터콘텐츠융합학과, 코칭학과, 복지융합학과, 부동산학과, 한국어학과, 국제통상학과, 영유아보육경영학과, 교육학과

국제대학원
석사학위과정
⦁ 인문사회계열
인터내셔널에듀케이션학과(영어트랙), 글로벌테크노엔터프리뉴어십학과(영어트랙), 국제법학과(영어트랙), 국제경영학과(영어트랙), 글로벌중독재활상담학과
⦁ 자연과학계열
글로벌물리치료학과, 도수조절치료학과
* 국내 최초 초, 중, 고등학교 IB 교사자격증과정 운영
IB(International Baccalaureate)는 국제기구가 많은 스위스에서 외교관이나 주재원의 자녀들을 위해 태동된 교육제도로 스스로 생각하고 판단하며 정답을 만들어 나가는 교육과정으로 기존의 주입식교육에 한계를 느낀 교육자들의 관심과 호평 속에 전세계적으로 IB교육과정이 확산되어가고 있다. 남서울대학교 국제대학원에서는 새로운 교육방법을 연구하고 확산시키기 위해서 인터내셔널에듀케이션학과의 학위과정을 통해서 IB교사자격증과정을 수료할 수 있으며 별도의 비학위과정도 운영하고 있다.

## 캠퍼스 풍경

인문사회학관

21세기 개발관

디자인정보관

지식정보관

보건의료학관

앨림관 (학생생활관)

성암문화체육관

남서울대학교는 충청남도 소재 사립대학으로 천안시 서북구에 캠퍼스가 소재하며, 1,226,158m2의 교지가 있다. 캠퍼스가 평지에 조성되어 있어 다니기에 편리하며 봄에는 다양한 꽃들이 만개하여 캠퍼스가 아름답기로 소문나 있으며 캠퍼스 뒷편에는 해발 176m의 성산(城山) 이 있어 지역주민이 사랑하는 명소이다. 교내에 매주저수지 호수가 있어 해 질 녁 노을이 아름답다.  수도권 전철 1호선 성환역(남서울대)이 가까이 있어 교통은 편리한 편이다.